# Idewu Ojulari
Oba Idewu Ojulari (décédé vers 1835) règne en tant qu'Oba de Lagos de 1829 à environ 1834/5. Son père est Osinlokun et ses frères et sœurs sont Kosoko (qui est oba de 1845 à 1851) et Opo Olu, une riche et puissante propriétaire d'esclaves.

## Règne
Idewu Ojulari devient oba après la mort de son père Osilokun en 1829. Cependant, le règne d'Idewu Ojulari est impopulaire. La tradition orale veut qu'il ait regardé dans le crâne sacré, ce qui l'aurait poussé au suicide rituel. Cependant, des recherches ultérieures mettent en lumière une importante instabilité dans le royaume de Lagos.
L'expansion de Lagos, en dehors de l'Île Lagos (siège du pouvoir de l'Oba), est à l'origine de ces conflits. Les chefferies gagnent en pouvoir et en force militaire. Les Egba entrent en conflit avec les Ilobi et les Igbeji et, avec le soutien d'Adele Ajosun, parviennent à en prendre possession.
De plus, la légitimité d'Idewu Ojulari n'est probablement pas reconnue par l'Oba du Bénin. La coutume veut que le corps de l'ancien oba lui soit présenté afin d'y être enterré pour pouvoir recevoir la sanction légitime. Or, à Lagos, les conflits internes alimentent le mécontentement au point que les chefs soumettent une pétition à l'Oba du Bénin afin de destituer Idewu.
Après qu'Oba Idewu Ojulari ait été contraint par l'Oba du Bénin (1834 ou 1835) de se suicider rituellement, le frère d'Idewu, le prince Kosoko, aurait dû être nommé roi. Cependant, la nature impétueuse de Kosoko empêche Eletu Odibo de l'installer sur le prône. En effet, Kosoko aurait pris une femme déjà fiancée à Eletu Odibo, provoquant une querelle importante. En conséquence, Adele (oncle de Kosoko et Idewu) est invitée de Badagry à devenir oba ,.
Selon l'historienne Kristin Mann, l'impopularité d'Idewu Ojulari peut être causée par le ralentissement économique de la traite des esclaves après les années prospères du règne d'Osinlokun. Les chefs d'Idewu auraient communiqué leur mécontentement à l'Oba du Bénin, qui envoie à Idewu un crâne, une épée et un message selon lequel "les habitants de Lagos ne le reconnaîtraient plus comme leur roi". Le crâne est une invitation à prendre du poison et l'épée un appel au combat. Idewu choisit l'option du poison tel que le prévoit le suicide rituel chez les Obas.